# Vadstena
Vadstena es una ciudad situada en el municipio homónimo, en la provincia de Östergötland, Suecia. Tenía una población estimada, a fines de 2020, de 5734 habitantes.
A pesar de su pequeña población, por razones históricas todavía se la considera como ciudad. En general, la Oficina Central de Estadísticas clasifica como ciudades a las localidades con más de 10 000 habitantes.
Se halla en el occidente de la provincia, en la orilla oriental del lago Vättern. Es conocida sobre todo por ser la ciudad natal de Santa Brígida y el núcleo originario de la Orden del Santísimo Salvador. La ciudad es también un centro turístico en verano, debido a su carácter antiguo y pintoresco y a los monumentos que conserva.

## Historia
Tanto en las inmediaciones de Vadstena como en la propia ciudad hay vestigios de asentamientos humanos desde la Edad de Hierro. En la ciudad hay rastros de una granja de gran tamaño que podría datar del año 1000 o antes. Hubo una iglesia románica del siglo XII donde hoy se levanta la Torre Roja, una edifcación del siglo XV. Vadstena era una parada en el camino de peregrinación a Trondheim y ya había un culto a San Olaf en los siglos XII y XIII.
A mediados del siglo XIII el rey Valdemar levantó un palacio real en Vadstena. Este palacio fue donado en 1346 por el rey Magnus VIIa Santa Brígida, quien fundó ahí un convento. El convento de Vadstena fue el núcleo original de la Orden Brigidina, que se extendió por Europa. Vadstena obtuvo privilegios de ciudad en 1400 y se convirtió en el principal centro de peregrinación en Suecia. La ciudad se desarrolló rápidamente con la ayuda de peregrinos y empresarios visitantes.
El rey Gustavo I confiscó los bienes del convento y en 1550 se cerró el monasterio. Durante la época de Gustavo I también se construyó el castillo de la ciudad. En 1595 las monjas fueron expulsadas también del convento y en 1637 comenzó a ser utilizado como hogar para soldados discapacitados. Los residentes obtenían ingresos extra cosiendo encajes, lo que sentó las bases de la reputación de Valdstena por sus encajes. En 1783 el viejo empezó a servir de prisión. El castillo, por su parte, se empleaba como almacén hasta 1753, cuando se instaló allí una fábrica de ropa. Durante los siglos XVIII y XIX se usó asimismo como almacén para el aguardiente estatal.
En 1829 las instalaciones del monasterio comenzaron a ser utilizadas por el Hospital de Vadstena. El siglo XIX representó una etapa de crecimiento demográfico en Vadstena. Después de que se completase el canal Göta, el puerto se amplió entre 1848 y 1853. Con el fin de conseguir materiales para los pilares, se demolieron las murallas del castillo. En 1874 se inauguró la línea ferroviaria Vadstena-Fågelsta. En 1905 el Concejo del Condado destinó un presupuesto para construir un nuevo hospital, ya que las instalaciones del convento estaban obsoletas.
El convento de Vadstena, con excepción de la iglesia, pasó nuevamente a manos brigidinas en 1954. En el área circundante la orden, encabezada por Elisabeth Hesselblad, construyó una casa de descanso y en 1963 un nuevo convento.

## Sitios de interés
El centro de la ciudad de Vadstena consiste principalmente en edificios antiguos de los siglos XVIII y XIX, pero al ser una ciudad de orígenes medievales, también se conservan algunos inmuebles de esa época.
En el centro, en la plaza del ayuntamiento (Rådhustorget), se localiza el edificio del ayuntamiento construido en el siglo XV, por lo que es el más antiguo de los ayuntamientos que se conservan en Suecia. Del otro lado de la plaza está la casa de Udd Jönsson, un establecimiento comercial de ladrillos de la Baja Edad Media. 

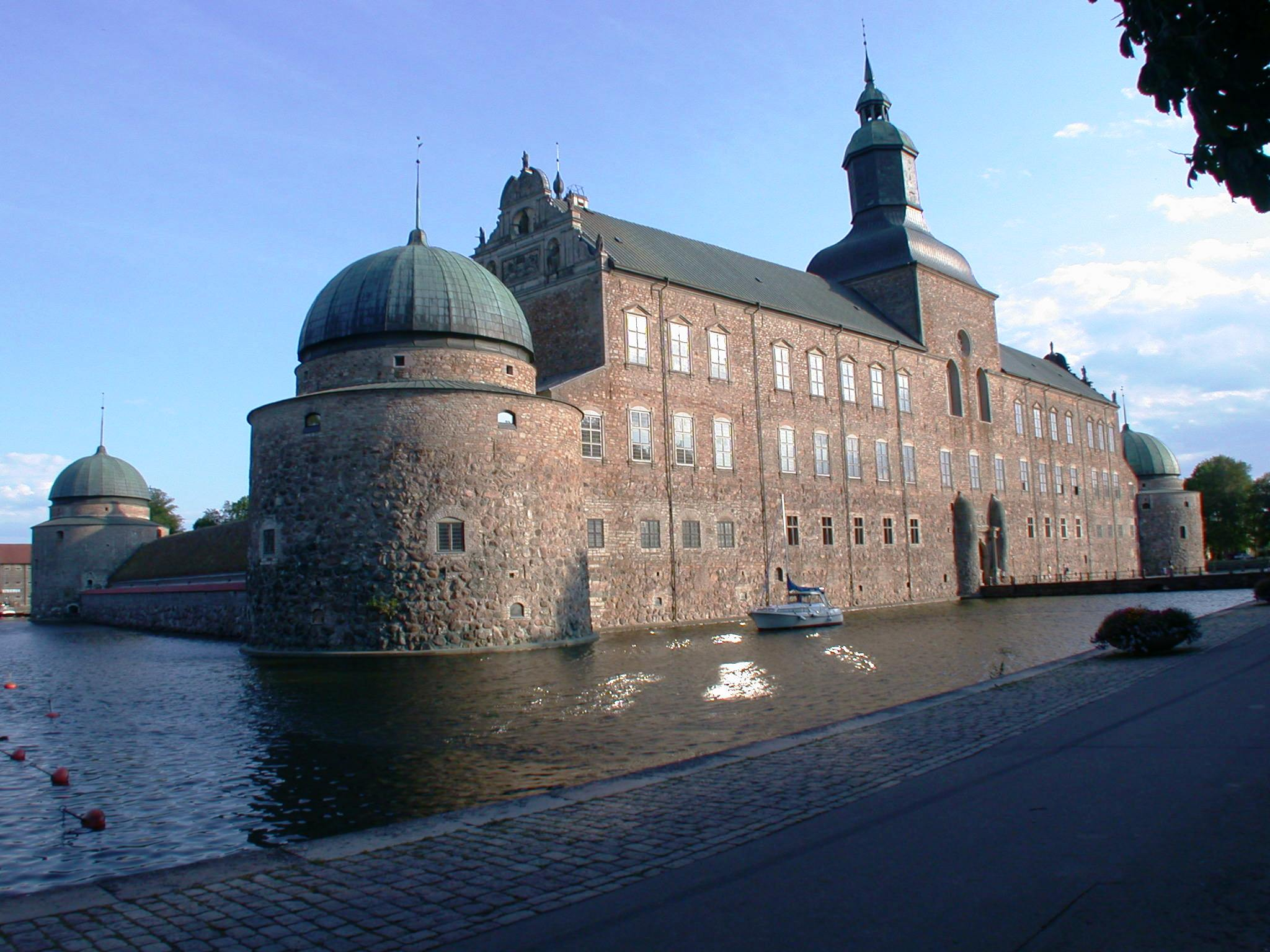
Castillo de Vadstena.

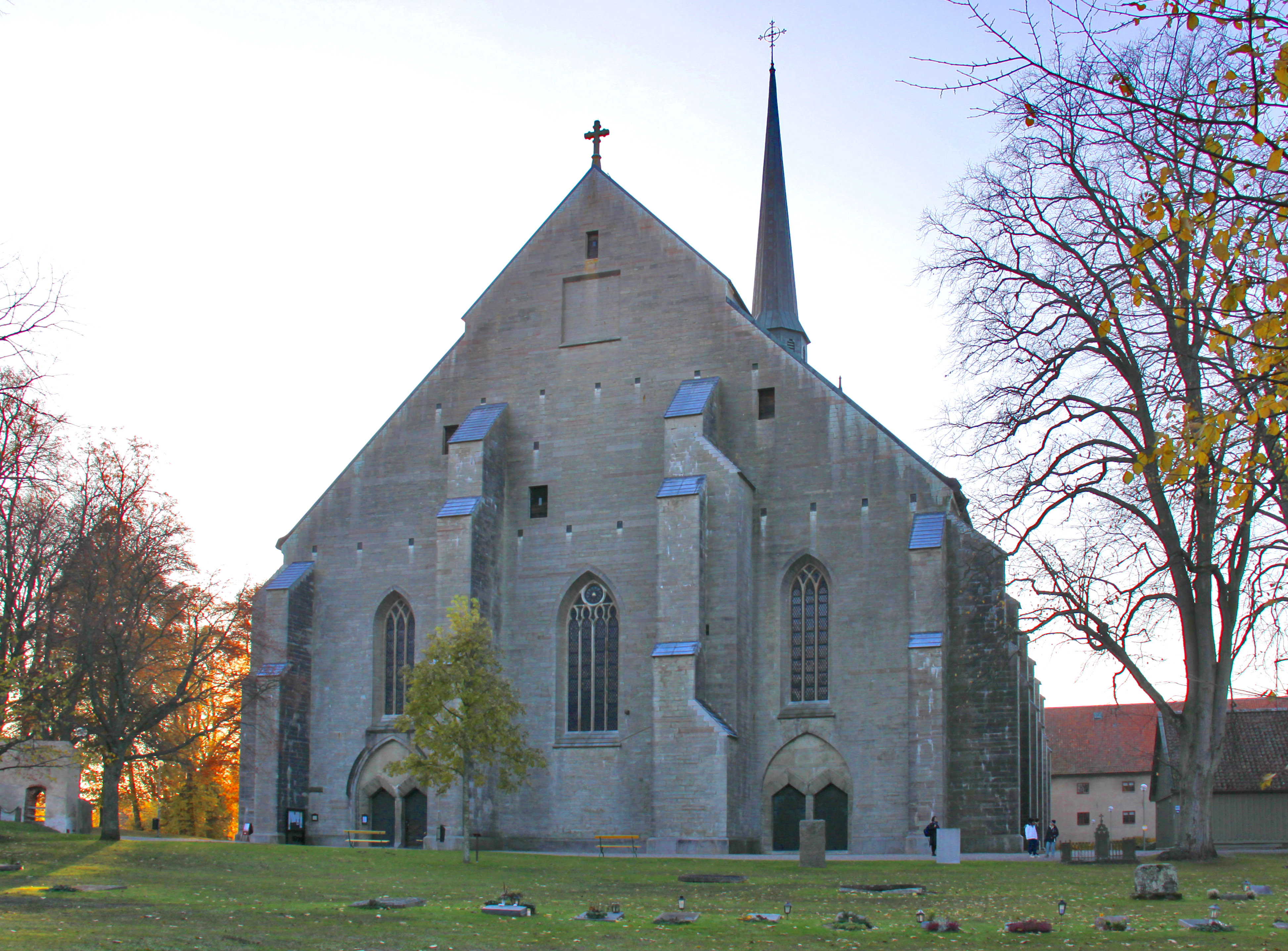
La iglesia del convento de Vadstena.

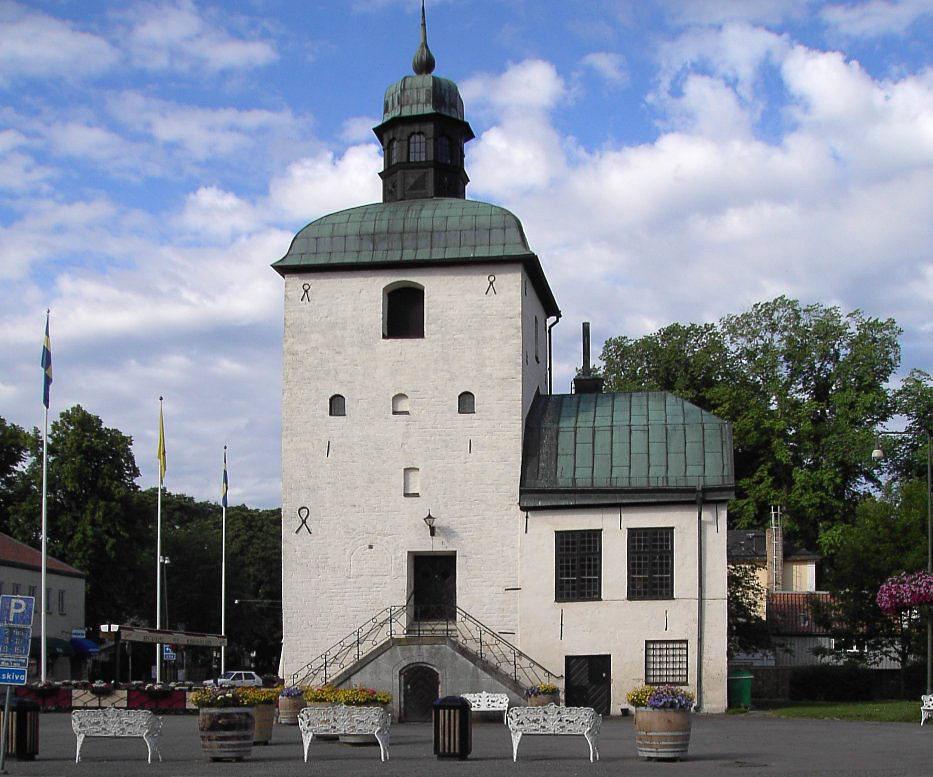
Ayuntamiento de Vadstena, uno de los más antiguos de Suecia.

En la plaza del ayuntamiento nace la calle Storgatan, que ha sido la calle principal y comercial desde que la ciudad fue fundada. Al otro extremo de esta calle se encuentra la Torre Roja (Rödtornet), lo único que queda de la antigua iglesia parroquial del siglo XIV. La torre fue reconstruida y ampliada y se convirtió en una escuela. Hoy el edificio es la sede de la oficina del turismo de la ciudad. Junto a la Torre Roja está la residencia episcopal, un edificio del año 1474 que servía para alojar al obispo de Linköping durante sus visitas a Vadstena. Al norte de la Torre Roja se localiza el Teatro Viejo, uno de los teatros rurales más antiguos de Suecia, creado en 1825. Cerca de ahí está el convento de Vadstena, fundado a finales del siglo XIV por Santa Brígida. La iglesia del convento domina el horizonte de la ciudad, y hoy sirve de iglesia parroquial luterana. Al norte del centro está la casa de Mårten Skinnare, una casa burguesa de la Baja Edad Media, y cerca de ella, el antiguo hospital, hoy museo, fundado en el siglo XVI.
La parte sur de la ciudad está dominada por el castillo de Vadstena, construido por Gustavo Vasa como estructura defensiva en el siglo XVI. Hoy alberga parte del archivo nacional sueco, así como un museo. Junto al castillo está el Museo del Juguete.